# Arvidsjaurs kommun
Arvidsjaurs kommun er en svensk kommune. Den er beliggende i Norrbottens län i Lappland.

## Større byer i Arvidsjaurs kommun
- Arvidsjaur
- Glommersträsk
- Moskosel
- Abborrträsk
- Auktsjaur
- Järvträsk
- Lauker

65°35′00″N 19°07′00″Ø / 65.583333333333°N 19.116666666667°Ø